# Гранд Кули
Гранд Кули (на английски: Grand Coulee) е град в окръг Грант, щата Вашингтон, САЩ. Гранд Кули е с население от 897 жители (2000) и обща площ от 3,1 km². Намира се на 452 m надморска височина. ЗИП кодът му е 99133, а телефонният му код е 509.